# Edson Lemaire
Edson Lemaire (Papeete, 31 de outubro de 1990) é um futebolista taitiano que joga como lateral-direito. Atualmente, defende o AS Tefana.

## Carreira
Revelado pelo AS Vairao, jogou no clube entre 2009 e 2012, quando foi para o AS Dragon, onde joga até hoje.
Pelos Dragões, foi tricampeão nacional e da Copa do Taiti, além de ter sido campeão da Supercopa em 2016.

## Seleção Taitiana
Com a camisa da Seleção Taitiana de Futebol, Lemaire estreou em 2012, tendo feito parte do elenco que venceu a Copa das Nações da OFC de 2012, que garantiu aos Toa Aito a vaga para a Copa das Confederações de 2013, sendo um dos 10 atletas do Dragon que disputaram o torneio.
Foi escalado por Eddy Etaeta como titular apenas na partida contra a Espanha (que jogou com o time reserva e venceu por 10 a 0), atuando por 74 minutos, e saiu do banco de reservas contra Nigéria e Uruguai. Depois da partida frente à Celeste Olímpica, Lemaire não voltou a ser convocado.

## Títulos
AS Dragon
- Campeonato Taitiano: 3 (2011–12, 2012–13 e 2016–17)
- Copa do Taiti: 3 (2013, 2016 e 2018)
- Supercopa do Taiti: 1 (2016).